# خواكين غولن
خواكين غولن (بالإسبانية: Joaquín Guillén)‏ هو لاعب كرة قدم كوستاريكي، ولد في 12 يناير 1968 في ألاخويلا في كوستاريكا. شارك مع منتخب كوستاريكا لكرة القدم. أما مع النوادي، فقد لعب مع ميونيسيبال ونادي كارتاهينيس.

## وصلات خارجية
- خواكين غولن على موقع قاعدة بيانات كرة القدم.إي يو (الإنجليزية)
- خواكين غولن على موقع ناشيونال فوتبول تيمز (الإنجليزية)